# Coelophysis
Coelophysis ("ihålig kroppsform") var en tidig theropod-dinosaurie som levde i Arizona och New Mexico (Nordamerika) under slutet av trias för cirka 220 miljoner år sedan. Det var en rovdinosaurie som möjligen levde i grupper.

## Beskrivning
Coelophysis var en liten dinosaurie, cirka 2,6 - 3 meter lång, med en vikt på omkring 18 kilo. Coelophysis var liksom andra theropoder en tvåbent tågångare som gick på bakbenen, vilka var långa, liksom halsen och svansen. Den hade korta framben med 4-fingrade händer (det fjärde fingret var ganska kort), och smal käft som var fylld med rader av små vassa, sågtandade tänder. 

## Fossil

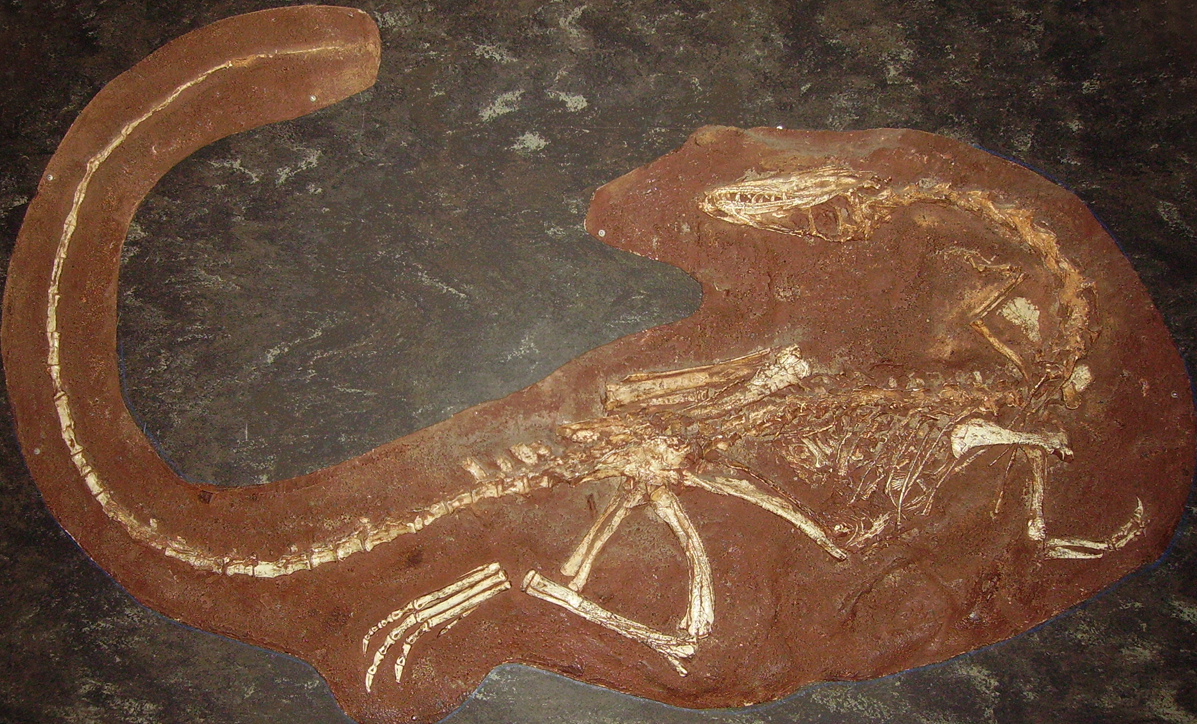
Skelett av Coelophysis.

Coelophysis upptäcktes på 1880-talet. Namnet Coelophysis, "ihålig kroppsform", kommer av strukturen i djurets skelett, vilket var ihåligt och lättviktigt, liksom hos fåglar, som i princip alla moderna forskare accepterar är dinosaurier. Man har hittat fossil av Coelophysis i New Mexico och i Arizona, och då i stora antal. Eftersom man hittat hundratals skelett tillsammans har det föreslagits att Coelophysis levde i stora flockar. Det hävdas också ibland att Coelophysis kanske var kannibal, för man har hittat fossila individer med ben av andra Coelophysis i magen. Detta är dock inte säkert att den svalt benen själv, utan benen kan ha förts dit på annat sätt under fossiliseringen.

## Coelophysisi populärkulturen
Coelophysis har dykt upp i BBC:s TV-serie Dinosauriernas tid, såväl som i Discovery Channels program When Dinosaurs Roamed America. Den har även en roll i Dinosaurs alive!, där den som flockdjur jagar en snabbfotad Effigia.